# La vergine scaltra
La vergine scaltra (La Marie du port) è un film del 1950 diretto da Marcel Carné, tratto da La Marie del porto romanzo del 1938 di Georges Simenon.
È una delle opere più agili e leggere di Carné e segna una svolta nella filmografia del regista, dalla mitologia e dal fatalismo del realismo poetico verso un cinema più naturalista.

## Trama
Chatelard accompagna l'amante nel piccolo porto in occasione del funerale del padre, durante l'attesa al bar nota Marie, sua sorella. Tra i due c'è interesse ma mentre la ragazza sarebbe disposta a lasciare il fidanzato barbiere, l'uomo più grande di età non vorrebbe affrontare una storia troppo complicata da gestire.

## Produzione
Le riprese si svolsero nello studio di Joinville e a Cherbourg per gli esterni.

## Distribuzione
La prima del film avvenne il 18 febbraio 1950 al cinema Marignan e al cinema Marivaux di Parigi.